# 自動車競走大会 (1924年11月)
1924年（大正13年）11月の自動車競走大会は、日本の神奈川県横浜市において開催された四輪自動車レースである。日本自動車競走大会の第5回大会にあたる。

## 主なトピック

### 開催形式
この大会は車両の出力（馬力）に合わせてA、B、Cの3クラスに分けられ、当初の予定では、初日は予選日でA級の10マイルのレース、B級とC級の5マイルの予選レースを数回ずつ行うという予定だった。
しかし、前日の21日まで降り続いた雨で路面状況は最悪となり、最初の予選レースから足回りに不具合を来たす車両が続出し、車両が作る轍によって路面状況は悪化の一途をたどった末、3つ目の予選レースを終えた時点でレースの続行が不可能となってしまった。そのため、第4レースは急遽クラス混成でレースを続行し、第5レースとして10マイルのレースを開催することになった、2日目は路面状況が初日よりは改善されたものの、開催前の時点では30マイルで争われる予定だった最終レースは、路面状況の悪化により20マイルに短縮された。
大会の優勝者は両日の各レースで獲得しポイントを合計する形で決定され、参戦2戦目の榊原真一（アート商会）が優勝を獲得した。

### カーチス号の初参戦
このレースでアート商会がアート・ダイムラーに加えて新型車のアート・カーチス（通称「カーチス号」）を参戦させ、内山駒之助も航空機用エンジンを搭載した「ホール・スコット」を投入したことから、航空機用エンジンを搭載した複数の車両が競走することになり、これが大きな話題となった。
カーチス号のドライバーは榊原真一で、助手（ライディングメカニック）として当時18歳の本田宗一郎が同乗した（前回大会のダイムラー号に引き続き）。カーチス号が優勝したことで、本大会は本田が自動車レースで初優勝を体験したレースとしてしばしば言及される。

### 野澤三喜三の離脱
レース開催日は両日とも秋晴れとなったが、前日（11月21日）の雨により路面は泥濘と化しており、劣悪な路面により、ホイールや車軸に破損を来たしてリタイアする車両が続出し、レース結果を報じる新聞記事では「馬と自動車と、どちらが速い」と酷評された。
草創期からレースに関わっていた野澤三喜三は、適地を探して各地を転々とする開催形式や、どこの開催地もことごとく劣悪な路面状況であることを嫌気し、以降は自動車レースへの参加をとりやめた。自動車レースの有力な推進者の一人が離脱するに至ったこの出来事は、常設サーキットの必要性を関係者に痛感させ、後の多摩川スピードウェイ開設にもつながる転機のひとつとなった。

## 会場
開催地は「鶴見埋立地飛行場」、「鶴見飛行場」と案内されている。現在の住所では鶴見区安善町1丁目と2丁目にあたる。
開催地となった鶴見埋立地（第1期）は1922年（大正11年）10月に竣工していたが、当時の埋立地は土地が落ち着くまで3年ほど放置しておく必要があったことから、1924年（大正13年）時点では宗里悦太郎の第一航空学校（安善町1丁目）や片岡文三郎の片岡飛行場（安善町2丁目）に期限付きで貸し出され、埋立地一帯が飛行場として使用されていた。
このレースでは埋立地南側の片岡飛行場の敷地が使われたと考えられている。
このレースは5万人の大観衆が来ることが見込まれていたため、会場までの案内も綿密に行われた。開催当日、東京・横浜間の道路では車やオートバイで訪れる観客用に日本語と英語で表記された案内板が置かれた。鉄道や路面電車を利用する観客向けには「最寄り駅は鶴見駅で浅野造船所の近く」と事前に案内され、駅から会場までの経路にも案内板が置かれた。

### サーキット建設の提案
前回大会の立川の路面がひどい不整地だったため、今回はそれよりも良いものとなるよう準備が行われたが、レース当日の路面は泥濘と化し、路面状況は立川にも増してひどいものとなった。
『ジャパン・アドバタイザー』紙は劣悪な会場による開催が続いたことを憂い、米国のサーキット建設の専門家の意見を聞くという形で、理想的なダートオーバルのサーキット形状を寸法付きで提示しつつ、常設サーキット建設の提言記事を同年12月に掲載した。これは「東京近郊の河川敷」に建設することを提案したもので、後の多摩川スピードウェイ建設計画に影響があった可能性が指摘されている。

## 内容
初日は第3レースまでは予定通り進められたが、路面状況は第1レースから最悪だった。A級の参加者で争われた第3レース（10マイルレース）では完走がアート商会のアート・カーチスのみで、他は全車、路面を起因とするトラブルでリタイアを余儀なくされた。これにより、初日の残りのレースを予定通り開催することは断念され、各級混成の10マイルレースが2回行われたが、いずれも満足な内容とならないまま終わった。
2日目は路面状況が良かった序盤は見ごたえのあるレースが演じられ、2日目に訪れた5,000人ほどの観客を楽しませた。特に第5レースでは、内山駒之助と刀根六兵衛がゴールまで接戦を演じて僅差のフィニッシュとなり、観客を熱狂させた。
各レースで他の車両がトラブルを起こす中、初出場のアート・カーチスが終日トラブルもなく好調さを見せ続け、決勝レースでも優勝した。

## エントリーリスト
このレースでは全車に下記のクラス分けが適用された。
- 「A級」 = 50馬力以上
- 「B級」 = 25馬力以上50馬力未満
- 「C級」 = 25馬力未満

| 車番  | 等級 | ドライバ－ | 車両の登録名（車両名）       | 車主       | 補足 |
| ----- | ---- | ---------- | ---------------------------- | ---------- | --- |
| 1     | A    | 中村重忠   | ハドソン                     | 比原松熊   | |
| 1     | A    | Sakai      | ハドソン                     | 比原松熊   | 決勝レースに進出。                                                                                                   |
| 2     | B    | 伊達秀造   | マーサー                     | 屋井三郎   | |
| 3     | A    | 内山駒之助 | ホール・スコット             | 内山駒之助 | 車両はこのレースから投入したもので、180馬力の航空機用エンジンを搭載。                                                |
| 4     | B    | 丸山哲衛   | ロージャー                   | 矢沢       | 決勝レースに進出。                                                                                                   |
| 5     | A    | 関根宗次   | プレミア                     | 立川工作所 | |
| 6     | B    | 小林       | スタッツ                     | 立川工作所 | |
| 7     | A    | 藤本軍次   | ハドソン                     | 藤本軍次   | 決勝レースに進出。                                                                                                   |
| 8     | A    | 内山辰雄   | チャルマー・マスターシックス | 内山駒之助 | 内山駒之助はホール・スコット（#3）でエントリーしたが、同車が故障したため、チャルマーに乗り換えた。決勝レースに進出。 |
| 8     | A    | 内山駒之助 | チャルマー・マスターシックス | 内山駒之助 | 内山駒之助はホール・スコット（#3）でエントリーしたが、同車が故障したため、チャルマーに乗り換えた。決勝レースに進出。 |
| 9     | C    | 沢口       | オークランド                 | 中野       | |
| 11    | B    | 菅原敏雄   | ガードナー                   | 白楊社     | エントリーリスト上では菅原の名があるが、レースの記録では川越になっている。                                           |
| 11    | B    | 川越豊     | ガードナー                   | 白楊社     | エントリーリスト上では菅原の名があるが、レースの記録では川越になっている。                                           |
| 12    | C    |            | テルコ・ビッドル             | 立川工作所 | |
| 14    | A    | 森田一郎   | ピアース・アロー             | 森田一郎   | |
| 15    | C    | 山中       | ヤングフェロー               | 山中       | |
| 17    | B    |            | キャデラック                 | 湯浅       | |
| 18    | C    | 刀根六兵衛 | チャンドラー                 | 刀根六兵衛 | |
| 19    | C    | 萩原       | ピャレス                     | 萩原       | |
| 20    | A    | 赤堀       | アート・ダイムラー           | アート商会 | 赤堀は駐日アメリカ合衆国大使館で主任運転手を12年務めているという人物（この大会が唯一の参戦となる）。                 |
| 21    | A    | 榊原真一   | アート・カーチス             | アート商会 | 車両はこの大会が初参戦。決勝レースに進出。                                                                           |
| 22    | A    | 石川元吉   | キャデラック                 | 太田工場   | |
| 25    | B    | 神部       | チャルマー                   | 神部       | |
| 41    | C    | 森田（憲） | デビス                       | 森田       | 決勝レースに進出。                                                                                                   |
| 出典: |      |            |                              |            | |

## 各レースの1着
| レース (距離)           | 等級    | 車番  | ドライバー | 車両             | タイム  | 補足 | 出典         |
| 1日目                   | 1日目   | 1日目 | 1日目      | 1日目            | 1日目   | 1日目 | 1日目        |
| ----------------------- | ------- | ----- | ---------- | ---------------- | ------- | --- | ------------ |
| 第1回（5マイル）        | C       |       | (不明)     |                  |         | |              |
| 第2回（5マイル）        | B       |       | (不明)     |                  |         | |              |
| 第3回（10マイル）       | A       | 21    | 榊原真一   | アート・カーチス |         | 他車は全てリタイア。路面状況が悪く、次レース以降の内容が変わる。 | [ 4 ]        |
| 第4回（10マイル）       | A, B, C | 21    | 榊原真一   | アート・カーチス |         | 他車は全てリタイア。 | [ 4 ]        |
| 第5回（10マイル）       | A       | 11    | 川越豊     | ガードナー       |         | | [ 4 ]        |
| 2日目                   |         |       |            |                  |         | |              |
| 第1回（5マイル）        |         | 11    | 川越豊     | ガードナー       |         | 2着・榊原（6秒遅れ）。路面状態が最も良かったため、川越はこの日の最速となる平均時速75.12 kmを記録した。レース内容も上位数台で接戦が演じられて見ごたえのあるものとなった。 | [ 7 ] [ 24 ] |
| 回不明（5マイル）       |         | 4     | 丸山哲衛   | ロージャー       |         | いずれかの5マイルレースで1着となった。 | [ 7 ]        |
| 第5回（5マイル）        |         | 18    | 刀根六兵衛 | チャンドラー     |         | 2着・内山 | [ 7 ]        |
| 第6回（距離不明）       |         | 21    | 榊原真一   | アート・カーチス |         | 2着・藤本（3秒遅れ）。 | [ 24 ]       |
| 第7回・決勝（20マイル） |         | 21    | 榊原真一   | アート・カーチス | 38:34.4 | 下記の「#決勝レース」 | [ 24 ]       |

### 当初の開催予定
本来は下記のレースが開催される予定だった。
| レース (距離)           | 等級    |
| 1日目                   | 1日目   |
| ----------------------- | ------- |
| 第1回（5マイル）        | C       |
| 第2回（5マイル）        | B       |
| 第3回（10マイル）       | A       |
| 第4回（10マイル）       | B, C    |
| 第5回（10マイル）       | A       |
| 第6回（20マイル）       | B, C    |
| 第7回（20マイル）       | A, B    |
| 2日目                   |         |
| 第1回（5マイル）        | C       |
| 第2回（5マイル）        | B       |
| 第3回（10マイル）       | A       |
| 第4回（10マイル）       | B, C    |
| 第5回（10マイル）       | A       |
| 第6回（20マイル）       | A, B    |
| 第7回・決勝（30マイル） | A, B, C |
| 出典:                   |         |

## 決勝レース
20周（20マイル）の決勝レースは6台で争われた。スタートで榊原（アート・カーチス）がトップを奪い、航空機エンジンを搭載したアート・カーチスの大出力はぬかるんだ路面を踏破する上で大きなアドバンテージとなり、瞬く間に数秒のリードを築いた。ただ一人、ハドソンを駆る藤本が巧みな運転技術を見せてそれに追いすがり、4周目には榊原を追い抜いた。しかし、トップに立った藤本は5周目にハドソンのエンジンが火を噴いたことで後退し、その後は榊原が独走状態となり、他の車両もトラブルによって脱落していく中、最後まで何事もなく走り切ってそのまま優勝した。
完走したのは3台のみで、3位に入った森田のデビスも途中で幾度も止まりつつ、ようやくゴールまでたどり着いたという有様だった。
| 順位  | 車番 | 等級 | ドライバー | 車両             | 周回数 | タイム/リタイア原因 |
| ----- | ---- | ---- | ---------- | ---------------- | ------ | ------------------- |
| 1     | 21   | A    | 榊原真一   | アート・カーチス | 20     | 38:34.4             |
| 2     | 4    | B    | 丸山哲衛   | ロージャー       | 20     |                     |
| 3     | 41   | C    | 森田（憲） | デビス           | 20     |                     |
| DNF   | 1    | A    | Sakai      | ハドソン         | 19     | オーバーヒート      |
| DNF   | 8    | A    | 内山駒之助 | チャルマー       | 15     | 車軸                |
| DNF   | 7    | A    | 藤本軍次   | ハドソン         | 15     | オーバーヒート      |
| 出典: |      |      |            |                  |        |                     |